# Симона Молинари
Симона Молинари (итал. Simona Molinari; Напуљ, 23. фебруар 1983) италијанска је кантауторка. Њен музички рад се одликује жанровски различитим стиловима и комбинацијама попа, џеза, свинга и боса нове.
На италијанској музичкој сцени дебитовала је наступом на фестивалу италијанске канцоне у Санрему 2009. где се са песмом Egocentrica такмичила у делу посвећеном новим звездама. Недуго после дебитантског наступа објавила је и свој први студијски албум истог назива.
На истом фестивалу наступила је и 2013. када је са песмом Dr.Jekill, Mr. Hyde у финалном делу такмичења заузела 6. место.

## Дискографија
Синглови
- 2009 –
- 2009 –
- 2010 – Amore a prima vista (feat. Ornella Vanoni)[4] - ITA #10
- 2011 – "" (feat. Danny Diaz)[5] - ITA #34
- 2011 – "" (feat. Peter Cincotti)[6] - ITA #25
- 2013 – "La felicità" - ITA #14
- 2013 – "Dr.Jekill, Mr. Hyde"

Студијски албуми
- 2009 - Egocentrica -
- 2010 -
- 2011 -
- 2013 -